# Commonwealth Games 2014/Radsport
Bei den Commonwealth Games 2014 im schottischen Glasgow wurden im Radsport 19 Wettbewerbe ausgetragen, elf für Männer und acht für Frauen.
Die Bahnrennen fanden im Sir Chris Hoy Velodrome der Emirates Arena statt, die Mountainbike-Wettbewerbe auf den Cathkin Braes Mountain Bike Trails. Start und Ziel von Straßenrennen und Einzelzeitfahren befanden sich beim Glasgow Green.

## Bahn Männer

### Sprint
| Platz | Land | Sportler       | Zeit                     |
| ----- | ---- | -------------- | ------------------------ |
| 1     | NZL  | Sam Webster    | 10,120 s (1); 10,408 (3) |
| 2     | ENG  | Jason Kenny    | 10,466 s (2)             |
| 3     | NZL  | Edward Dawkins | 10,551 s (1); 10,502 (2) |

Datum: 25. Juli 2014, 17:53 Uhr

### Teamsprint
| Platz | Land | Sportler                                    | Zeit        |
| ----- | ---- | ------------------------------------------- | ----------- |
| 1     | NZL  | Edward Dawkins Ethan Mitchell Sam Webster   | 43,181 s GR |
| 2     | ENG  | Philip Hindes Jason Kenny Kian Emadi-Coffin | 43,706 s    |
| 3     | AUS  | Matthew Glaetzer Nathan Hart Shane Perkins  |             |

Datum: 24. Juli 2014, 18:03 Uhr

### 1000 mZeitfahren
| Platz | Land | Sportler             | Zeit            |
| ----- | ---- | -------------------- | --------------- |
| 1     | AUS  | Scott Sunderland     | 1:00,675 min GR |
| 2     | NZL  | Simon van Velthooven | 1:01,060 min    |
| 3     | NZL  | Matthew Archibald    | 1:01,162 min    |

Datum: 26. Juli 2014, 17:22 Uhr

### 4000 mEinerverfolgung
| Platz | Land | Sportler            | Zeit         |
| ----- | ---- | ------------------- | ------------ |
| 1     | AUS  | Jack Bobridge       | 4:19,650 min |
| 2     | AUS  | Alexander Edmondson | 4:24,620 min |
| 3     | NZL  | Marc Ryan           | 4:23,599 min |

Datum: 25. Juli 2014, 17:38 Uhr

### 4000 mMannschaftsverfolgung
| Platz | Land | Sportler                                                    | Zeit            |
| ----- | ---- | ----------------------------------------------------------- | --------------- |
| 1     | AUS  | Jack Bobridge Luke Davison Alexander Edmondson Glenn O’Shea | 3:54,851 min GR |
| 2     | ENG  | Steven Burke Ed Clancy Andrew Tennant Bradley Wiggins       | 4:00,136 min    |
| 3     | NZL  | Shane Archbold Pieter Bulling Marc Ryan Dylan Kennett       |                 |

Datum: 24. Juli 2014, 17:36 Uhr

### Punktefahren
| Platz | Land | Sportler       |
| ----- | ---- | -------------- |
| 1     | NZL  | Thomas Scully  |
| 2     | IOM  | Peter Kennaugh |
| 3     | NZL  | Aaron Gate     |

Datum: 26. Juli 2014, 18:26 Uhr

### Keirin
| Platz | Land | Sportler          |
| ----- | ---- | ----------------- |
| 1     | AUS  | Matthew Glaetzer  |
| 2     | NZL  | Sam Webster       |
| 3     | MYS  | Azizulhasni Awang |

Datum: 27. Juli 2014, 18:56 Uhr

### Scratch
| Platz | Land | Sportler           |
| ----- | ---- | ------------------ |
| 1     | NZL  | Shane Archbold     |
| 2     | AUS  | Glenn O’Shea       |
| 3     | CAN  | Rémi Pelletier-Roy |

Datum: 27. Juli 2014, 18:18 Uhr

## Straße Männer

### Straßenrennen (168,5 km)
| Platz | Land | Sportler        | Zeit        |
| ----- | ---- | --------------- | ----------- |
| 01    | WAL  | Geraint Thomas  | 4:13:05 h   |
| 02    | NZL  | Jack Bauer      | + 01:21 min |
| 03    | ENG  | Scott Thwaites  | + 01:21 min |
| 04    | ENG  | Russell Downing | + 04:29 min |
| 05    | AUS  | Mark Renshaw    | + 04:29 min |
| 06    | WAL  | Luke Rowe       | + 04:32 min |
| 07    | NZL  | Greg Henderson  | + 05:15 min |
| 08    | IOM  | Peter Kennaugh  | + 05:15 min |
| 09    | NAM  | Dan Craven      | + 09:03 min |
| 10    | WAL  | Scott Davies    | + 10:10 min |
| 11    | SCO  | David Millar    | + 10:21 min |
| 12    | AUS  | Caleb Ewan      | + 11:22 min |

Datum: 3. August 2014, 12:01 Uhr

Es gingen 139 Fahrer an den Start, von denen nur zwölf das Ziel erreichten. Grund war ein starker Regen, der die Straßen – zum Teil mit Kopfsteinpflaster – schwer passierbar machte. Geraint Thomas gewann das Rennen mit einem Vorsprung von einer Minute und 21 Sekunden, obwohl er nur wenige Kilometer vor dem Ziel noch eine Panne hatte.

### Einzelzeitfahren (38,4 km)
| Platz | Land | Sportler        | Zeit         |
| ----- | ---- | --------------- | ------------ |
| 1     | ENG  | Alex Dowsett    | 47:41,78 min |
| 2     | AUS  | Rohan Dennis    | 47:51.08 min |
| 3     | WAL  | Geraint Thomas  | 47:55,22 min |
| 4     | CAN  | Svein Tuft      | 48:33,22 min |
| 5     | NZL  | Jesse Sergent   | 48:33,73 min |
| 6     | AUS  | Michael Hepburn | 49:10,83 min |
| 7     | ENG  | Steve Cummings  | 49:14,86 min |
| 8     | SCO  | David Millar    | 49:56,23 min |

Datum: 31. Juli 2014

## Mountainbike Männer

### Cross-Country
| Platz | Land | Sportler         |
| ----- | ---- | ---------------- |
| 1     | NZL  | Anton Cooper     |
| 2     | NZL  | Samuel Gaze      |
| 3     | AUS  | Daniel McConnell |

Datum: 29. Juli 2014, 15:01 Uhr

## Bahn Frauen

### Sprint
| Platz | Land | Sportlerin       | Zeit                   |
| ----- | ---- | ---------------- | ---------------------- |
| 1     | AUS  | Stephanie Morton | 11,734 (1); 11,422 (2) |
| 2     | AUS  | Anna Meares      |                        |
| 3     | ENG  | Jessica Varnish  | 11,944 (1); 11,856 (2) |

Datum: 27. Juli 2014, 16:58 Uhr

### 500 m Zeitfahren
| Platz | Land | Sportlerin       | Zeit        |
| ----- | ---- | ---------------- | ----------- |
| 1     | AUS  | Anna Meares      | 33,435 s GR |
| 2     | AUS  | Stephanie Morton | 34,079 s    |
| 3     | ENG  | Jessica Varnish  | 34,267 s    |

Datum: 24. Juli 2014, 16:42 Uhr

### 3000 m Einerverfolgung
| Platz | Land | Sportlerin        | Zeit            |
| ----- | ---- | ----------------- | --------------- |
| 1     | ENG  | Joanna Rowsell    | 3:31,615 min GR |
| 2     | AUS  | Annette Edmondson | 3:35,450 min    |
| 3     | AUS  | Amy Cure          | 3:35,384 min    |

Datum: 25. Juli 2014, 16:45 Uhr

### Punktefahren
| Platz | Land | Sportlerin      |
| ----- | ---- | --------------- |
| 1     | ENG  | Laura Trott     |
| 2     | WAL  | Elinor Barker   |
| 3     | SCO  | Katie Archibald |

Datum: 27. Juli 2014, 17:06 Uhr

### Scratch
| Platz | Land | Sportlerin        |
| ----- | ---- | ----------------- |
| 1     | AUS  | Annette Edmondson |
| 2     | AUS  | Amy Cure          |
| 3     | WAL  | Elinor Barker     |

Datum: 26. Juli 2014, 16:21 Uhr

## Straße Frauen

### Straßenrennen (98,1 km)
| Platz | Land | Sportlerin           | Zeit       |
| ----- | ---- | -------------------- | ---------- |
| 1     | ENG  | Elizabeth Armitstead | 2:38:43 h  |
| 2     | ENG  | Emma Pooley          | +00:25 min |
| 3     | ZAF  | Ashleigh Pasio       | +01:11 min |

Datum: 3. August 2014, 8:01 Uhr

### Einzelzeitfahren (29,6 km)
| Platz | Land | Sportlerin      | Zeit         |
| ----- | ---- | --------------- | ------------ |
| 1     | NZL  | Linda Villumsen | 42:25,46 min |
| 2     | ENG  | Emma Pooley     | 42:31,49 min |
| 3     | AUS  | Katrin Garfoot  | 43:13,91 min |

Datum: 31. Juli 2014, 10:01 Uhr

## Mountainbike Frauen

### Cross-Country
| Platz | Land | Sportlerin        |
| ----- | ---- | ----------------- |
| 1     | CAN  | Catharine Pendrel |
| 2     | CAN  | Emily Batty       |
| 3     | AUS  | Rebecca McConnell |

Datum: 29. Juli 2014, 12:31 Uhr

## Medaillenspiegel
| Platz | Land        | Gold | Silber | Bronze | Gesamt |
| ----- | ----------- | ---- | ------ | ------ | ------ |
| 1     | Australien  | 7    | 7      | 5      | 19     |
| 2     | Neuseeland  | 6    | 4      | 5      | 15     |
| 3     | England     | 4    | 5      | 3      | 12     |
| 4     | Wales       | 1    | 1      | 2      | 4      |
| 5     | Kanada      | 1    | 1      | 1      | 3      |
| 6     | Isle of Man | -    | 1      | -      | 1      |
| 7     | Malaysia    | -    | -      | 1      | 1      |
|       | Schottland  | -    | -      | 1      | 1      |
|       | Südafrika   | -    | -      | 1      | 1      |

GR=Games Record (Rekord bei den Commonwealth Games)